# Fiestas de San Pedro (Grao de Castellón)
Las fiestas de San Pedro (en valenciano festes de Sant Pere) son las fiestas patronales de la población del Grao en el municipio de Castellón de la Plana (España). Están dedicadas a San Pedro, patrón de los pescadores, principal oficio de los habitantes del lugar durante décadas. Tienen una duración de 10 días alrededor del 29 de junio, donde destacan las exhibiciones de bous al carrer. En 2010 fueron declaradas Fiestas de Interés Turístico Autonómico por la Generalidad Valenciana.

## Historia
Los antecedentes de las fiestas de San Pedro pueden retrotraerse algo más de 100 años antes de que se crearan en su formato actual en 1957, y están íntimamente relacionadas con el crecimiento urbano y demográfico del Grao.
El gran crecimiento del comercio marítimo en la costa castellonense desde 1841 y el interés por las playas como lugar recreativo provocaron la aparición de un pequeño caserío que según Pascual Madoz en su Diccionario geográfico-estadístico-histórico de España y sus posesiones de Ultramar de 1850 a penas tenía unas 120 viviendas de mala factura entre villas vacacionales y barracas de pescadores, así como almacenes donde guardar las mercancías del comercio marítimo, que sin embargo estaba en pleno crecimiento debido a las expectativas para la construcción de un puerto que no se aprobaría hasta 1902, como demuestra el proyecto de una nueva carretera de acceso en 1847 —las actuales avenidas Hermanos Bou y del Puerto― que sustituía los caminos rurales de trazado medieval, la primera piedra para la construcción de un templo dedicado a San Pedro en 1852, o la llegada en 1888 de la Panderola.
A mediados del siglo XIX y hasta principios del siglo XX la cercanía en el calendario de las fiestas dedicadas a San Juan Bautista y a San Pedro en el calendario tradicionalmente ha marcado el inicio de la temporada veraniega de la ciudad en la que muchos de sus pobladores marchaban en busca de las playas situadas a 4 km del casco urbano principal, donde podían disponer de una segunda residencia o disfrutar de un día en el Pinar, tal y como narran los principales cronistas de la época como Bernardo Mundina en 1873, o Carlos Sarthou Carreres en 1913, entre otros; y también la prensa escrita como El Eco de Castellón y El Eco del Mijares que, el 2 de julio y 6 de agosto de 1857 respectivamente, hablan de las numerosas multitudes desplazadas hacia el Grao para las celebraciones de San Pedro sin dar detalle de las actividades que se realizarían. A estos movimientos de gente se les llamaba «Romería de San Pedro».

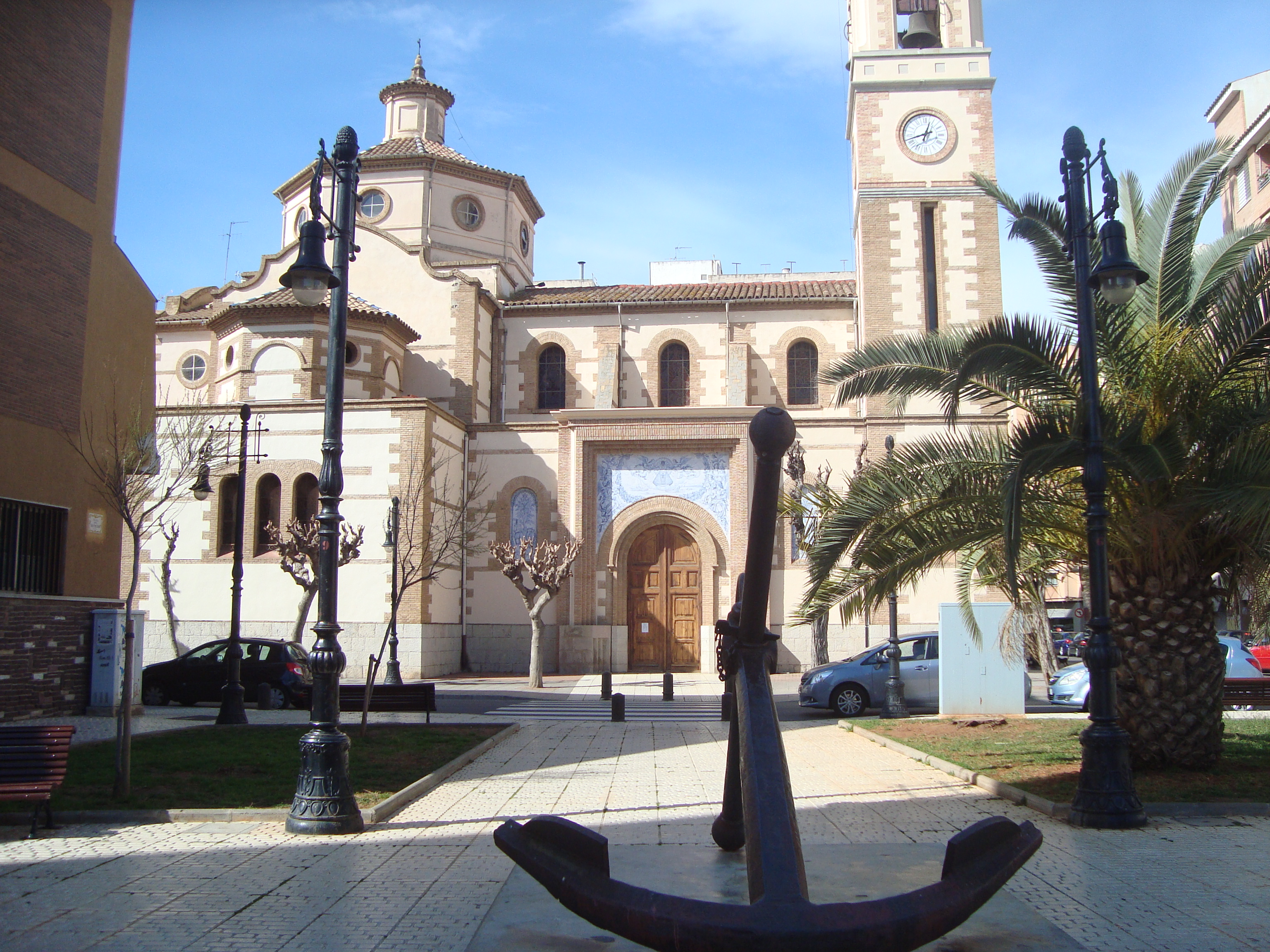
Vista de la nueva iglesia de San Pedro

En 1878, una vez construida la iglesia, se celebró el día 29 de junio una misa, seguida de un porrate y procesión junto con cucañas y exhibiciones taurinas algunos otros días. El 1 de julio de 1895 el Heraldo de Castellón se hace eco de las fiestas del Grao y anuncia la celebración de festejos taurinos durante, al menos, 3 días, ocurriendo durante la segunda jornada una cogida que motivó la prohibición de los actos taurinos hasta 1898. Se conoce que los toros embolados aparecerían entre 1900 y 1935, mientras que en 1920 se realizaría la primera procesión marítima. En 1936 se celebraron las fiestas con normalidad, pero el estallido mes y medio después de la guerra civil española dejó la iglesia destruida y las fiestas suspendidas durante 2 años, retomándose en 1939, año del que las crónicas periodísticas recogen la celebración de una corrida de toros. Sin templo, la celebración de San Pedro queda reducida a los actos religiosos, pasando las celebraciones lúdicas a las fiestas de la Virgen del Carmen. En 1945 el Ayuntamiento de Castellón de la Plana refunda las tradicionales fiestas de la Magdalena, creando para ello en los «Poblados marítimos» la Gaiata 12, una comisión formada por personalidades de la zona encargada de la construcción de la gaiata ―monumento característico de estas fiestas— y la celebración de eventos en el espacio urbano del sector que se les había encomendado, en el caso del Grao el número 12, el último de todos aquellos en que se dividió la ciudad en ese momento. Ese mismo año se trasladó la imagen del santo hasta su capilla en la nueva iglesia que sería bendecida en 29 de junio de 1948 e inaugurada y elevada a parroquia justo un año después. En estos años se recuperaron los actos taurinos y en 1955 volvió a celebrarse la procesión marítima.

### Reestructuración

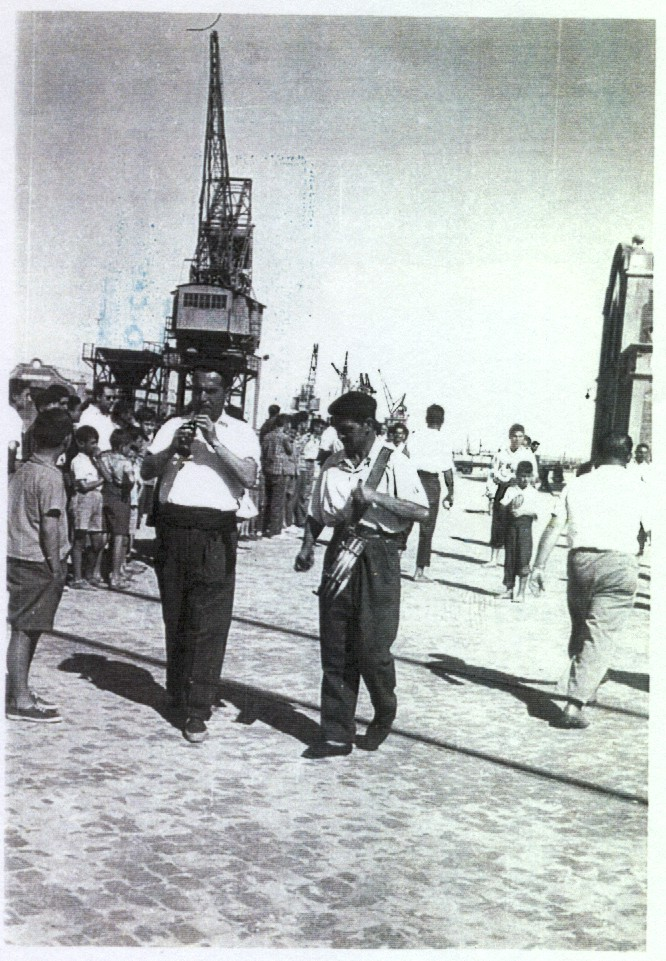
José María Illescas y Vicente Bacas Xamberga, dolçainers graueros que tuvieron un papel importante en las nuevas fiestas.

En 1956 un grupo de graueros comandados por José de la Huerta y con la participación de Joaquín Soler, Paco el Xamat o Sentet el Cacauero, entre otros, crean la comisión de fiestas que se encargaría de institucionalizar y ampliar las celebraciones de 1957 alargándolas una semana e introduciendo novedades como la Cabalgata del Mar y la popular torrà de la sardina, así como creando la figura de la «Reina de las fiestas». También se compuso un himno que representara a las fiestas, el pasodoble titulado Festes al Grau, con letra del poeta Joan Baptista Campos Cruañes y música de Josep Gargori Vicent.
En 1961 y entre 1964 a 1970 se prohibieron los festejos populares taurinos por las calles de la población instalándose plazas de toros portátiles. En 1975 se crea el cargo de «Reina de las fiestas» infantil junto a su corte de honor. En 1977 nace la primera peña a la que seguirían en un breve espacio de tiempo muchas más, cambiando radicalmente el panorama festivo. Estas peñas comenzaron a patrocinar los toros exhibidos cada día de las fiestas celebrando previamente un desfile de disfraces para entrar al recinto taurino que se convirtió en una competición entre cada peña por ver quién lucía la mejor indumentaria y empujando a la conversión de la Cabalgata del Mar en un desfile carnavalesco que motivó a la creación oficial en 1990 de estas festividades en su fecha tradicional anterior a la Cuaresma para poder volver a celebrar la cabalgata anunciadora conforme a su diseño original.
Durante la primera década del siglo XXI desaparecen muchas de las peñas más antiguas y numerosas y aparece el fenómeno de las collas, agrupaciones de amigos o familiares inicialmente fuera de la estructura oficial de las fiestas. Años después aparecerían nuevas peñas y se integraría a las collas en el modelo festero.

## Programa de fiestas

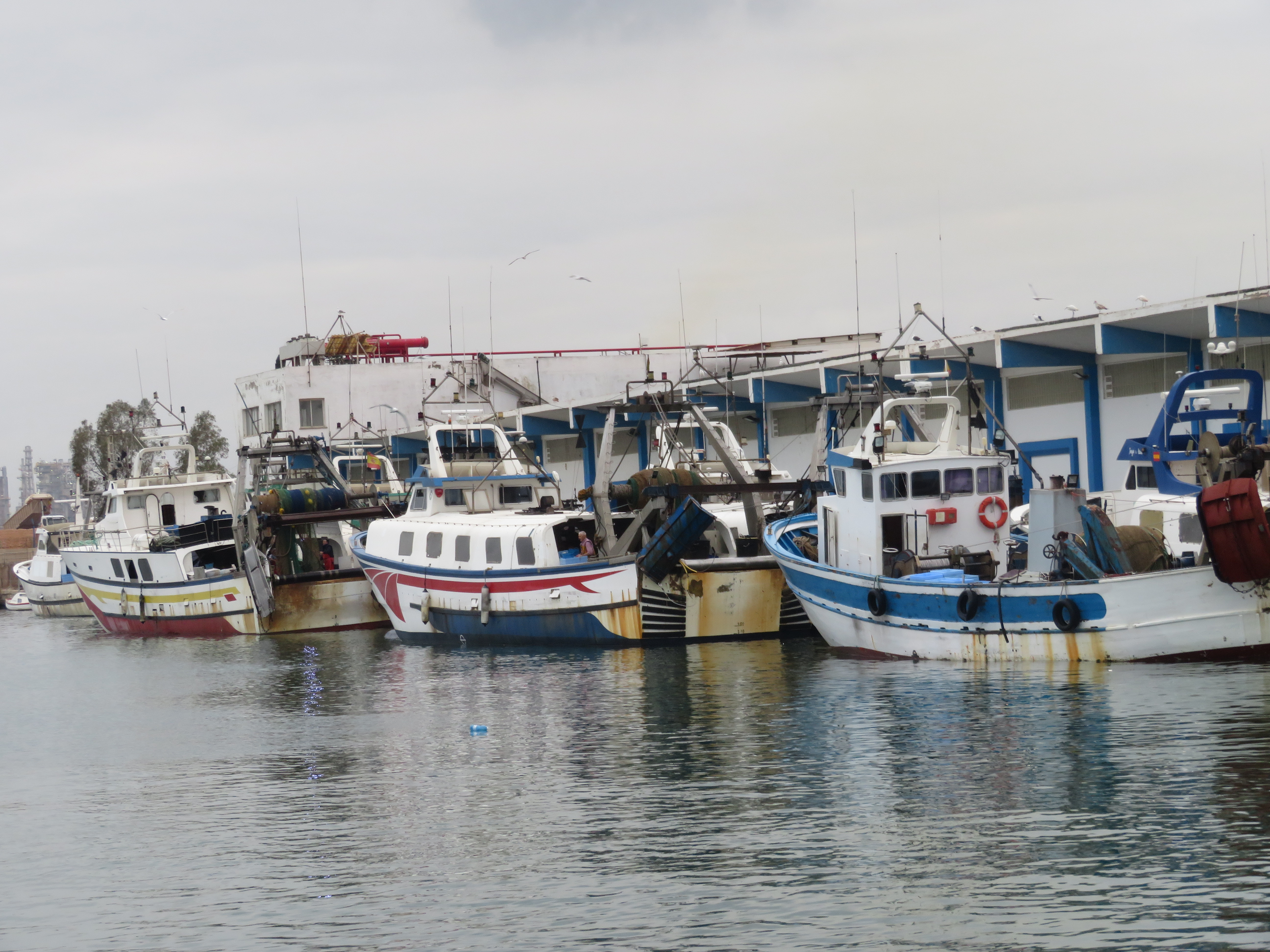
Vista del Puerto pesquero donde se celebra la procesión marítima

El número de actos oficiales celebrados en las fiestas de San Pedro ha crecido en los últimos años, pasando de los 150 recogidos en el programa de 2015, a los casi 200 programados en 2025, permaneciendo siempre los actos más tradicionales. Las fechas de la celebración, y el orden en que se celebran los actos varía cada año, pudiendo incluir también las celebraciones oficiales por la Noche de San Juan, excepto los del día grande de las fiestas cuyos actos son inamovibles. El día 29 de junio es declarado cada año festivo local para todo el municipio por el ayuntamiento.
Los principales actos son:
- La Presentación de las reinas, presidentes y cortes de honor de las fiestas celebrada unos días antes del inicio de las fiestas. Estas personas son las mismas que representaron a la Gaiata 12 en las fiestas de la Magdalena celebradas meses atrás.[15]
- Mascletás, se disparan 2, una como inicio de las fiestas y otra el día del santo.[13]
- La Cabalgata del Mar, un desfile que narra la historia, el folclore, los oficios, las tradiciones, los lugares emblemáticos y la gastronomía del Grao. Lo cierra la carroza con las reinas y sus cortes acompañadas por el pregonero que lee el Pregó de Sant Pere escrito por Francisco Alloza.[16]
- Los actos religiosos se centran en el día 29 de junio con la misa mayor, la ofrenda de flores al santo y la posterior procesión marítima por las principales calles de la localidad hasta llegar al puerto pesquero, donde la imagen es embarcada y acompañada por numerosos barcos surca las aguas de la dársena mientras se dispara un castillo de fuegos artificiales.[17]
- Las citas gastronómicas también son importantes. Destacan la degustación de tombet de bou, la torrà de sardinas o el concurso de paellas.[13]
- Los actos que más seguimiento generan los son relacionados con el toro, que además se celebran todos los días exceptuando el principal. Cada tarde se presenta en el recinto taurino una serie de toros que serán embolados esa misma noche, y en uno de los días de fiestas se celebra un encierro por diversas calles del barrio hasta finalizar en el recinto taurino.[18]
- Las fiestas finalizan con un desfile final y un espectáculo titulado Visca Sant Pere!.[13]

## Organización
Los principales actos festivos de la semana están organizados por la Comissió de Festes de Sant Pere, compuesta por las mismas personas que bajo el nombre de Gaiata 12 El Grau organizan los actos magdaleneros del distrito durante las fiestas mayores de la capital. Junto a ellos colabora la Comissió del Bou en la organización, control y seguridad de los actos taurinos, así como numerosas peñas, que celebran eventos musicales y gastronómicos, y organizaciones de la población. Todo ello con el apoyo del Patronato de fiestas del Ayuntamiento de Castellón.